# Discocyrtus calcarifer
Discocyrtus calcarifer is een hooiwagen uit de familie Gonyleptidae.